# HD153286
HD153286 — хімічно пекулярна зоря спектрального класу A3, що має видиму зоряну величину в смузі V приблизно  7,0.
Вона  розташована на відстані близько 345,9 світлових років від Сонця.

## Пекулярний хімічний склад
Зоряна атмосфера HD153286 має підвищений вміст 
Sr
.

## Магнітне поле
Спектр даної зорі вказує на наявність магнітного поля у її зоряній атмосфері.
Напруженість повздовжної компоненти поля оціненої з аналізу
крил ліній Бальмера
становить  486,5± 247,5 Гаус.